# Бордак Олександр Григорович
Олекса́ндр Григо́рович Бордак (нар. 13 жовтня 1972 — 5 серпня 2015) — солдат Збройних сил України, учасник російсько-української війни.

## З життєпису
Народився 1972 року в смт Білозерка Херсонської області, де 1987-го закінчив 8 класів середньої школи № 1 (в сучасності Білозерська багатопрофільна гімназія імені О. Я. Печерського), по тому — ПТУ та Херсонський сільськогосподарський інститут. Проходив строкову службу в лавах Збройних Сил. Останнім часом мешкав у місті Херсон.
Літом 2014-го мобілізований; солдат, стрілець-помічник гранатометника, 28-ма окрема механізована бригада.
5 серпня 2015 року загинув уночі при утриманні позицій під час обстрілу терористами поблизу Мар'їнки.
8 серпня 2015-го похований в смт Білозерка.

## Нагороди та вшанування
За особисту мужність, сумлінне та бездоганне служіння Українському народові, зразкове виконання військового обов'язку відзначений — нагороджений
- орденом «За мужність» ІІІ ступеня (18.5.2016, посмертно)[1]
- 11 жовтня 2016 року на будівлі Білозерської багатопрофільної гімназії імені О. Я. Печерського відкрито меморіальну дошку Олександру Бордаку.